# کیتوو
کیتوو (به لهستانی:  Kitów) یک روستا در لهستان است که در گمینا سوووو واقع شده‌است.